# Rede Haqqani
A rede Haqqani é um grupo guerrilheiro insurgente usando guerra assimétrica para lutar contra as forças da OTAN lideradas pelos Estados Unidos e o governo do Afeganistão. Jalaluddin Haqqani e seu filho Sirajuddin Haqqani  lideram o grupo. O grupo opera em ambos os lados da fronteira entre Afeganistão e Paquistão, e as autoridades norte-americanas acreditam que esteja baseado na fronteira tribal do Waziristão no Paquistão. A rede Haqqani é aliada do Talibã. 
De acordo com documentos confidenciais publicados pelo WikiLeaks em julho de 2010, Sirajuddin figurava na "Joint Prioritized Effects List" da Força Internacional de Assistência à Segurança como um elemento para "matar ou capturar".
Desde 7 de setembro de 2012, os Estados Unidos listam a rede Haqqani entre as organizações consideradas terroristas.. A OTAN e o exército dos Estados Unidos consideram este grupo uma das ameaças mais importantes na guerra no Afeganistão.